# Иа-Иа

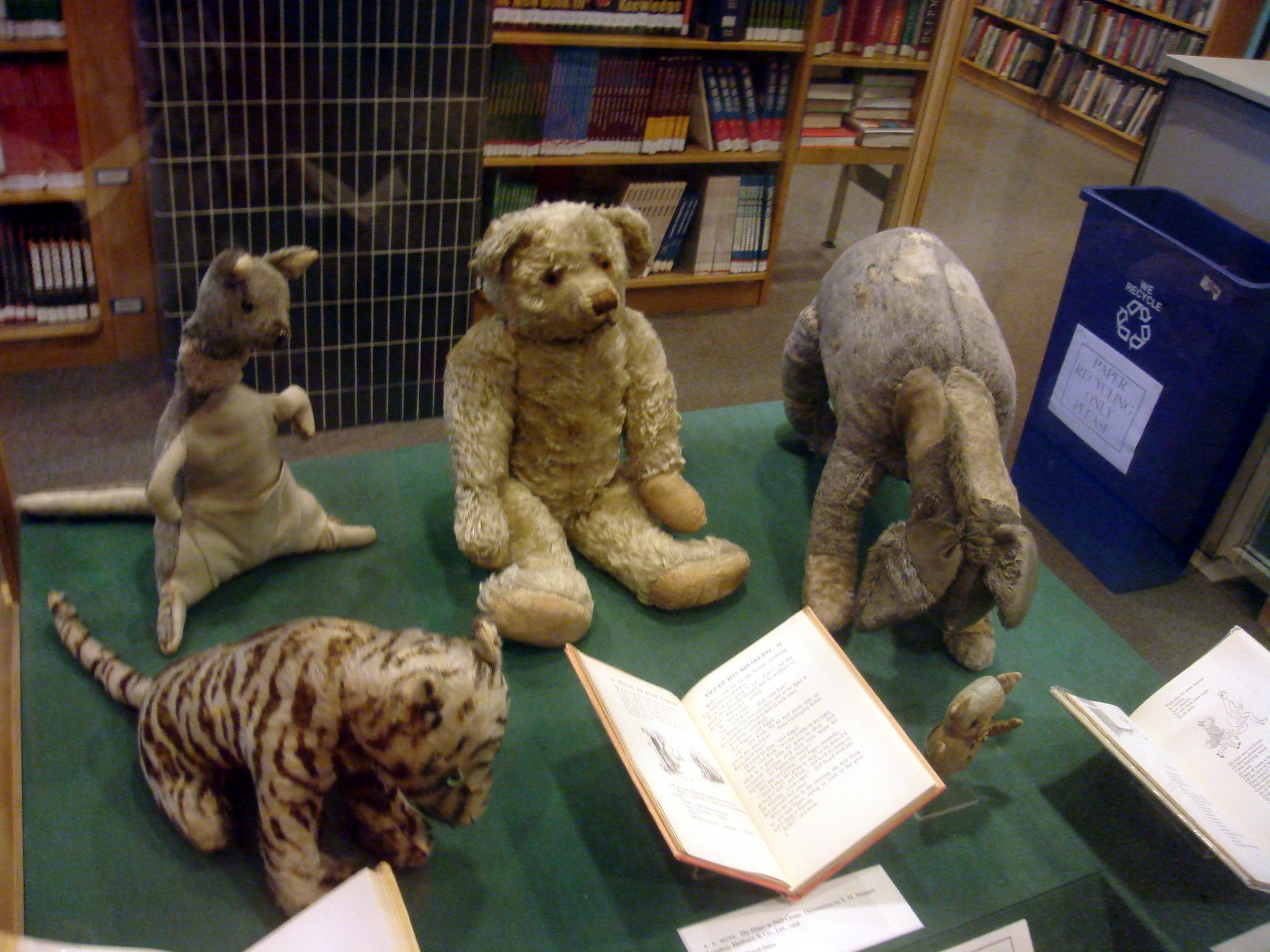
Настоящие игрушки Кристофера Робина Милна. Иа-Иа — справа.

Иа́-Иа́ (англ. Eeyore) — персонаж книг Алана Милна «Винни-Пух» (1926) и «Дом на Пуховой опушке» (1928), а также нескольких мультсериалов и полнометражных мультфильмов (в некоторых его называют Ушастик). Вечно печальный, пессимистически настроенный, старый серый ослик, один из лучших друзей главного персонажа указанных книг — Винни-Пуха.

## Происхождение имени
В оригинале имя ослика Eeyore звучит как Ии-о, что передаёт обычные звуки, издаваемые ослами, в английском варианте (hee-haw). Для русского перевода Борис Заходер, первый переводчик книг о Винни-Пухе, выбрал аналогичный русский вариант Иа.

## Игрушка
Подобно многим другим героям книг о Винни-Пухе, персонаж связан с мягкой игрушкой, которая была подарена сыну Милна, Кристоферу Робину, в раннем детстве (в Рождество после первого дня рождения). Шея у ослика надломилась и, по словам самого Милна, «это придало ему грустный вид», что предположительно повлияло на характер персонажа.

## Характер
Иа-Иа единственный, кто вносит в книги элементы негативизма и пессимизма, всегда предполагая худшее, ожидая подвохов со стороны других, предсказывая плохую погоду и делая намёки на возможность ранений и смерти, которые в других местах у Милна отсутствуют — даже в таких драматических эпизодах, как падение Ру в воду и разрушение дома Совы. Когда Пятачок для спасения Тигры и Ру, которые залезли на дерево и не могут спуститься, предлагает построить живую пирамиду (с Иа-Иа на нижнем уровне), ослик заявляет: «И если бы спина Иа-Иа неожиданно треснула, то мы бы все здорово посмеялись. Ха-ха-ха! Как забавно!» (в отличие от других персонажей, Иа-Иа говорит о себе в третьем лице).
Коннолли отмечает, что через проявляемую жалость к себе и пессимизм Иа-Иа манипулирует своими друзьями. Так, потеряв хвост, Иа-Иа даже не пытается его искать, и Пуху приходится отправиться на поиски самому. В тех же целях ослик использует и сарказм, например, в день своего рождения, указав Пуху на пустое место и сообщив: «смотри на все подарки, которые я получил…», он вынуждает Пуха организовать для Иа-Иа праздник.

## Из оригинальных книг
Иа-Иа появляется в 4, 6, 8 и 10 главах «Винни-Пуха», и упоминается в остальных; появляется во всех главах, кроме 7, «До́ма на Пу́ховой опушке». Везде он описан как пожилой серый ослик, всегда печальный, не ждущий от жизни ничего хорошего.
Живёт в юго-восточной части Чудесного леса в шалаше, который регулярно разрушается.
Иа-Иа, в отличие от многих других жителей Леса, умеет писа́ть, и даже написал стихотворение «Стихотворение (Прощание с Кристофером Робином)». Лучше всех в Чудесном лесу играет в «пустяки».
Любимая пища — чертополох.
Имеет необычную особенность: его хвост может безболезненно отделяться от тела и так же легко «становиться» на место.

## Мультипликационные версии (США)

Иа-Иа в диснеевских мультфильмах

Иа-Иа появлялся почти во всех диснеевских мультфильмах о Винни-Пухе. В новом переводе его зовут Ушастик.

## Мультипликационные версии (СССР)

Иа-Иа в советском мультфильме «Винни-Пух и день забот» (СССР, 1972)

Иа-Иа был ярко представлен в цикле советских мультфильмов о Винни-Пухе (1969—1972) (реж. Фёдор Хитрук).